# Runnels County
Das Runnels County ist ein County im Bundesstaat Texas der Vereinigten Staaten. Das U.S. Census Bureau hat bei der Volkszählung 2020 eine Einwohnerzahl von 9.900 ermittelt. Der Sitz der County-Verwaltung (County Seat) befindet sich in Ballinger.

## Geographie
Das County liegt etwa 40 km nordwestlich des geographischen Zentrums von Texas und hat eine Fläche von 2738 Quadratkilometern, wovon 17 Quadratkilometer Wasserfläche sind. Es grenzt im Uhrzeigersinn an folgende Countys: Taylor County, Coleman County, Concho County, Tom Green County, Coke County und Nolan County.

## Geschichte
Runnels County wurde am 1. Februar 1858 auf Beschluss des texanischen Kongresses (Texas Legislature) aus Teilen des Bexar County und Travis County gebildet. An diesem Tag wurden insgesamt 23 neue Countys kreiert. Benannt wurde es nach Hiram George Runnels, dem 9. Gouverneur von Mississippi und Abgeordneten im Repräsentantenhaus von Texas. Die erste Siedlung entstand 1862 mit Picketville.

## Demografische Daten
Nach der Volkszählung im Jahr 2000 lebten im Runnels County 11.495 Menschen in 4.428 Haushalten und 3.157 Familien. Die Bevölkerungsdichte betrug 4 Einwohner pro Quadratkilometer. Ethnisch betrachtet setzte sich die Bevölkerung zusammen aus 81,44 Prozent Weißen, 1,40 Prozent Afroamerikanern, 0,53 Prozent amerikanischen Ureinwohnern, 0,32 Prozent Asiaten, 0,02 Prozent Bewohnern aus dem pazifischen Inselraum und 14,31 Prozent aus anderen ethnischen Gruppen; 1,98 Prozent stammten von zwei oder mehr Ethnien ab. 29,33 Prozent der Einwohner waren spanischer oder lateinamerikanischer Abstammung.
Von den 4.428 Haushalten hatten 31,4 Prozent Kinder oder Jugendliche, die mit ihnen zusammen lebten. 57,4 Prozent waren verheiratete, zusammenlebende Paare 9,6 Prozent waren allein erziehende Mütter und 28,7 Prozent waren keine Familien. 26,7 Prozent waren Singlehaushalte und in 15,7 Prozent lebten Menschen im Alter von 65 Jahren oder darüber. Die durchschnittliche Haushaltsgröße betrug 2,53 und die durchschnittliche Familiengröße betrug 3,06 Personen.
26,9 Prozent der Bevölkerung war unter 18 Jahre alt, 6,4 Prozent zwischen 18 und 24, 24,2 Prozent zwischen 25 und 44, 22,9 Prozent zwischen 45 und 64 und 19,5 Prozent waren 65 Jahre alt oder älter. Das Durchschnittsalter betrug 39 Jahre. Auf 100 weibliche Personen kamen 92,9 männliche Personen und auf 100 Frauen im Alter von 18 Jahren oder darüber kamen 87,1 Männer.
Das jährliche Durchschnittseinkommen eines Haushalts betrug 27.806 USD, das Durchschnittseinkommen einer Familie betrug 32.917 USD. Männer hatten ein Durchschnittseinkommen von 25.223 USD, Frauen 18.988 USD. Das Prokopfeinkommen betrug 13.577 USD. 14,9 Prozent der Familien und 19,2 Prozent der Einwohner lebten unterhalb der Armutsgrenze.

## Kultur und Sehenswürdigkeiten

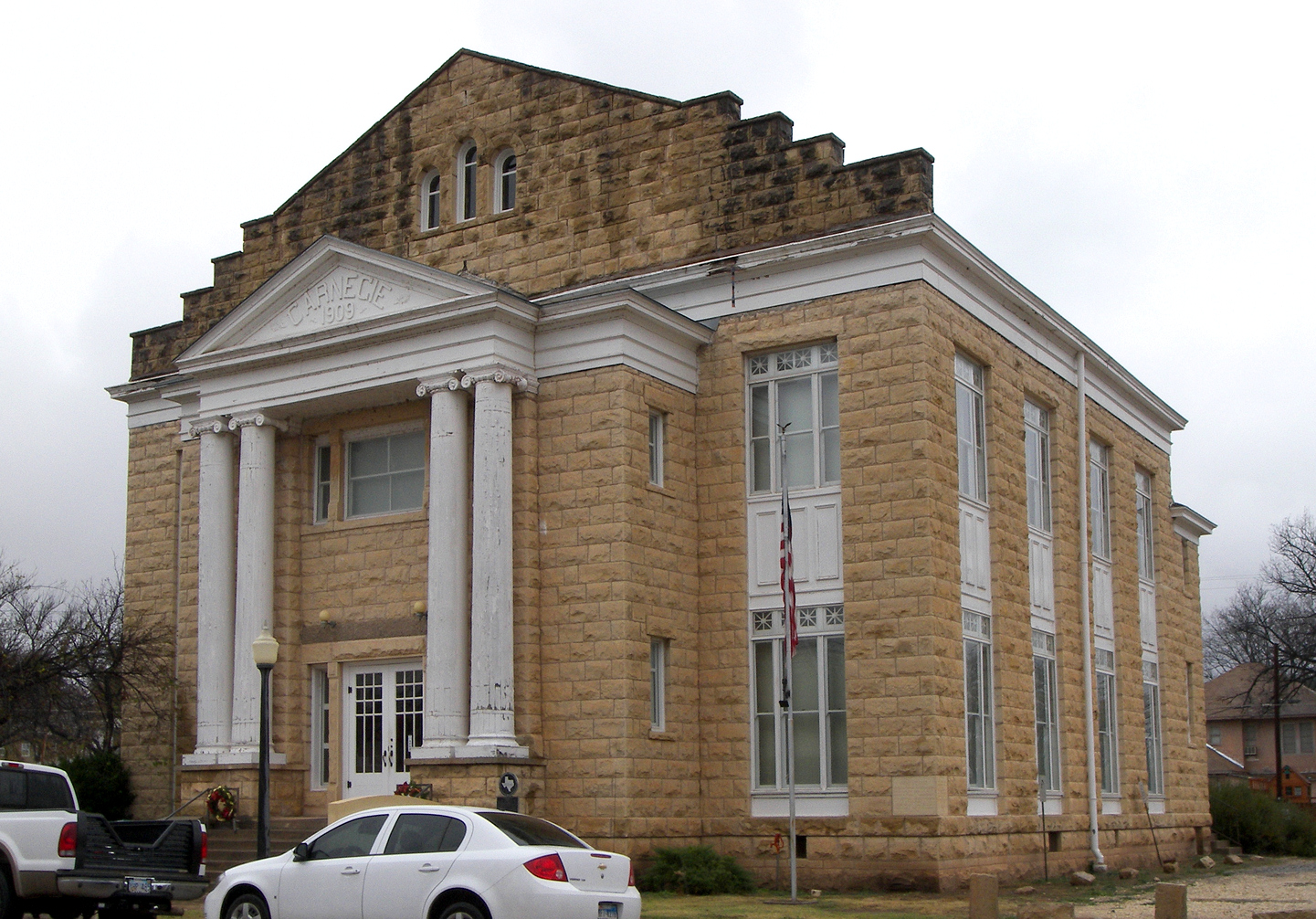
Ballinger Carnegie Library (2009). Diese 1909 im Stile des Neoklassizismus erbaute Bibliothek ist seit Juni 1975 im NRHP eingetragen.

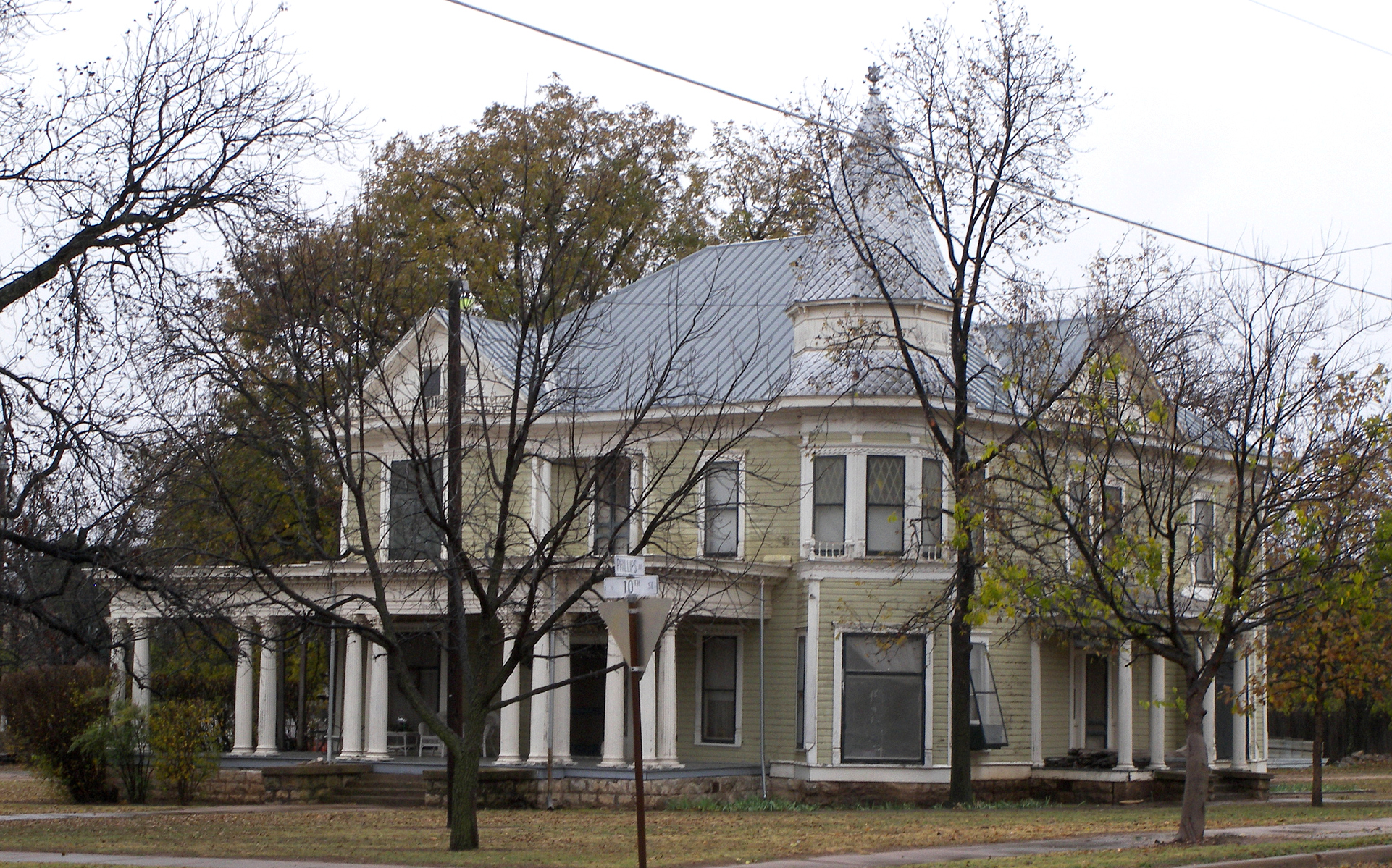
Van Pelt House (2009). Dieses Haus im Queen-Anne-Stil wird seit Dezember 1980 im NRHP geführt.

Vier Bauwerke des Countys sind im National Register of Historic Places („Nationales Verzeichnis historischer Orte“; NRHP) eingetragen (Stand 8. Dezember 2021), die Ballinger Carnegie Library, das Edwin and Hattie Day House, das Thiele, J., Building und das Van Pelt House

## Städte und Gemeinden
- Ballinger
- Bethel
- Blanton
- Bradshaw
- Crews
- Drasco
- Happy Valley
- Hatchel
- Miles
- Norton
- Pony
- Pumphrey
- Rowena
- Shep
- Wilmeth
- Wingate
- Winters